# Бакгорн (Пенсільванія)
Бакгорн (англ. Buckhorn) — переписна місцевість (CDP) в США, в окрузі Колумбія штату Пенсільванія. Населення — 332 особи (2020).

## Географія
Бакгорн розташований за координатами 41°1′12″ пн. ш. 76°29′39″ зх. д. / 41.02000° пн. ш. 76.49417° зх. д. (41.019960, -76.494199).  За даними Бюро перепису населення США в 2010 році переписна місцевість мала площу 1,75 км², з яких 1,74 км² — суходіл та 0,01 км² — водойми.

## Демографія
Згідно з переписом 2010 року, у переписній місцевості мешкало 318 осіб у 124 домогосподарствах у складі 94 родин. Густота населення становила 181 особа/км².  Було 137 помешкань (78/км²).
Расовий склад населення:
| - 94,0 % — білих - 3,5 % — азіатів - 0,9 % — чорних або афроамериканців - 1,6 % — осіб інших рас |

До двох чи більше рас належало 0,0 %. Частка іспаномовних становила 2,8 % від усіх жителів.
За віковим діапазоном населення розподілялося таким чином: 20,8 % — особи молодші 18 років, 63,5 % — особи у віці 18—64 років, 15,7 % — особи у віці 65 років та старші. Медіана віку мешканця становила 45,0 року. На 100 осіб жіночої статі у переписній місцевості припадало 92,7 чоловіків;  на 100 жінок у віці від 18 років та старших — 86,7 чоловіків також старших 18 років.
Середній дохід на одне домашнє господарство  становив 70 900 доларів США (медіана — 47 750), а середній дохід на одну сім'ю — 70 783 долари (медіана — 46 875). За межею бідності перебувало 16,6 % осіб, у тому числі 17,9 % дітей у віці до 18 років та 0,0 % осіб у віці 65 років та старших.
Цивільне працевлаштоване населення становило 196 осіб. Основні галузі зайнятості: науковці, спеціалісти, менеджери — 25,5 %, освіта, охорона здоров'я та соціальна допомога — 25,0 %, роздрібна торгівля — 10,2 %, мистецтво, розваги та відпочинок — 9,2 %.